# An Unearthly Child
An Unearthly Child (Una niña sobrenatural) (también conocido como 100 000 BC) es el primer serial de la serie británica de ciencia ficción Doctor Who. Fue emitido por primera vez en BBC Television en cuatro episodios semanales del 23 de noviembre al 14 de diciembre de 1963. Con guion del autor australiano Anthony Coburn, presenta a William Hartnell como el Primer Doctor, Carole Ann Ford como Susan Foreman, Jacqueline Hill como Barbara Wright y William Russell como Ian Chesterton. El primer episodio trata del descubrimiento de Ian y Barbara del Doctor y la máquina del tiempo llamada TARDIS en un solar en el Londres contemporáneo. Los demás episodios tratan de una lucha de poder entre dos facciones de una tribu de la Edad de Piedra que ha perdido el secreto de hacer fuego.
El primer episodio, también titulado An Unearthly Child, se grabó originalmente en septiembre de 1963. Tras producirse varios problemas técnicos y errores de interpretación, los productores Sydney Newman y Verity Lambert decidieron volver a grabarlo, a la vez que hicieron cambios sutiles en la caracterización del Doctor. La segunda intentona se filmó en octubre de 1963.
El estreno de Doctor Who fue eclipsado por el asesinato de John F. Kennedy el día anterior. El serial recibió críticas favorables, y los cuatro episodios atrajeron una audiencia media de 6 millones de espectadores. Sin embargo, se vio eclipsado por la siguiente historia, The Daleks.

## Argumento
El primer episodio comienza en un solar en el Londres contemporáneo y presenta a los cuatro personajes que formarían el núcleo de la primera temporada. Los profesores Ian Chesterton y Barbara Wright están preocupados por una de sus alumnas, Susan Foreman, que parece tener una visión alienada de Inglaterra. Es una niña precoz, pero parece tener extrañas lagunas en su entendimiento del mundo. Deciden ir a la dirección que figura en su matrícula para investigar.
También se presenta el artilugio principal del programa, la TARDIS, cuando los profesores oyen la voz de Susan que parece salir del interior de una cabina de policía. En ese tiempo, esas cabinas eran muy comunes en las calles de Londres, pero solo los oficiales de policía tenían la llave para abrirlas. La TARDIS demuestra no ser una cabina de policía ordinaria: cuando Ian y Barbara entran, descubren que es mucho más grande en el interior de lo que es en el exterior, y está dotada de unos controles de estilo futurista. La máquina del tiempo conserva su forma externa cuando viaja en el tiempo, lo que, según explica Susan, se debe a un fallo en el circuito que se supone debe adaptar su apariencia al entorno donde aterriza.
Susan vive con su abuelo, el misterioso Doctor, que no se identifica de otra forma. Es un anciano suspicaz, hostil e irritable que parece ser un fugitivo. Temiendo que Barbara e Ian revelen el secreto de la TARDIS y le hagan la vida imposible en Londres, se lleva la máquina a la Edad de Piedra.
En los tres episodios restantes, los cuatro se ven envueltos en una brutal lucha de poder dentro de una tribu troglodita. En The Cave of Skulls, el grupo se encuentra con una tribu del Paleolítico, y son hechos prisioneros por ellos en una gran cueva. En The Forest of Fear, logran escapar del asentamiento, pero son interceptados antes de alcanzar la TARDIS. Apenas logran escapar con vida gracias a que utilizan los conocimientos de Ian sobre cómo producir fuego, lo que inspira temor y respeto en esa primitiva sociedad troglodita. En el episodio final, The Firemaker, el grupo hace que las facciones se entiendan entre sí antes de marcharse con éxito a la TARDIS. Viajan, aparentemente de forma aleatoria, a un nuevo destino, ni el Doctor sabe dónde. La pantalla de la TARDIS muestra una escena misteriosa, un bosque petrificado, un adelanto de la siguiente historia. Mientras los viajeros en el tiempo abandonan la máquina, en la consola el medidor de radiación, sin que ellos lo vean, sube hasta marcar "Peligro".

### Continuidad
- La historia está ambientada al principio en 1963, el año en que se emitió el serial.[1] No se menciona un periodo específico del año, pero en un serial muy posterior, Remembrance of the Daleks (1988), ambientado poco después de los eventos del primer episodio, se especifica que el mes es noviembre de 1963. El único incidente relacionado con eventos de entonces ocurre cuando Susan, sin saber cuántos chelines tiene una libra esterlina, recuerda tímidamente que la libra aún no ha pasado al sistema decimal.[2]
- Susan deja el libro sobre la Revolución Francesa en su pupitre en la clase de Barbara. Aún está allí cuando Ace lucha contra un Dalek en la habitación en Remembrance of the Daleks.[3] Ace recibe también una lección sobre la moneda antes de la decimalización de forma similar a la confusión de Susan.
- El segundo episodio muestra el primer uso del título de la serie dentro del diálogo: cuando Ian llama al Doctor "Doctor Foreman", este le responde "¿Eh? ¿Doctor quién? (Doctor Who?) ¿De qué está hablando?" Aunque en este momento, la pregunta sólo se hace para establecer en la historia que el Doctor no se llama Foreman, esa pregunta vuelve a hacerse muchas veces a lo largo de la serie, casi siempre buscando un efecto cómico, aunque se convierte en un elemento dramático de la trama en la conclusión de La boda de River Song.
- El solar Foreman aparece en dos seriales posteriores: Attack of the Cybermen y Remembrance of the Daleks. En Attack, la TARDIS aterriza en el solar, mientras que en Remembrance, el Doctor sigue a un destacamento militar hasta allí para enfrentarse a un asaltante desconocido que resulta ser un Dalek solitario.
- Susan dice a Barbara e Ian en la TARDIS que el Doctor y ella llegaron hace cinco meses.
- La primera vez que la TARDIS viaja en la serie, el efecto de sonido es acompañado por el efecto visual del "Vórtice del Tiempo" utilizado en los títulos de apertura. Durante esta secuencia, los humanos Ian y Barbara se quedan inconscientes, y experimentan un ligero mareo durante varios minutos después de despertar. Sin embargo, el Doctor y Susan no se ven afectados. Estos dos elementos (efectos visuales prolongados y la inconsciencia y mareo) se descartaron inmediatamente, ninguno de los dos ocurre cuando la tripulación viaja otra vez al final del serial.
- Tanto el Doctor como Susan expresan sorpresa de que la TARDIS se haya quedado atascada en su forma ahora icónica de cabina de policía. Seriales posteriores explican que esto se debe a un fallo del "Circuito Camaleónico".

## Producción
| Episodio           | Fecha de emisión        | Duración | Espectadores en millones | Estado en el archivo |
| ------------------ | ----------------------- | -------- | ------------------------ | -------------------- |
| An Unearthly Child | 23 de noviembre de 1963 | 23:24    | 4,4                      | Película de 16mm     |
| The Cave of Skulls | 30 de noviembre de 1963 | 24:26    | 5,9                      | Película de 16mm     |
| The Forest of Fear | 7 de diciembre de 1963  | 23:38    | 6,9                      | Película de 16mm     |
| The Firemaker      | 14 de diciembre de 1963 | 24:22    | 6,4                      | Película de 16mm     |
| [ 4 ] [ 5 ] [ 6 ]  |                         |          |                          |                      |

El serial que se convirtió en An Unearthly Child fue creado originalmente por el escritor Anthony Coburn en junio de 1963, cuando se planeó que fuera el segundo serial de Doctor Who. En ese tiempo, se planeaba que el primer serial sería uno titulado The Giants, cuyo autor iba a ser el guionista de la BBC C. E. Webber. Webber había participado intensivamente en las reuniones de lluvia de ideas que habían llevado a la creación de Doctor Who, y - junto al director de dramáticos de la BBC Sydney Newman y el director de seriales Donald Wilson - había escrito la "Biblia de la serie" que incluía todos los detalles de la misma.
Para mediados de junio, sin embargo, Wilson y el productor inicial Rex Tucker decidieron rechazar The Giants. En parte se debió a que el serial carecía del impacto necesario para un primer episodio, y en parte porque se dieron cuenta de que los requerimientos técnicos del guion, que incluía a los personajes principales reducidos de tamaño, estaban por encima de las posibilidades de la joven serie con el presupuesto disponible. Como no había otros guiones listos para producir, se decidió mover el serial de Coburn al primer lugar en el orden de emisión.
Para finales de junio, la responsabilidad de lanzar Doctor Who recayó en manos de la productora Verity Lambert el editor de guiones David Whitaker, y ninguno de ellos estaba muy impresionado con el serial de Coburn para abrir el programa. Se le pidió al escritor que le hiciera cambios drásticos. Incluso se consideró rechazar el guion por completo, sonando el nombre de Terence Dudley para que escribiera el reemplazo, pero la falta de tiempo obligó a que el serial de Coburn siguiera adelante.
La reestruturación de la emisión de la historia de Coburn hizo necesaria la reescritura del primer episodio para introducir algunos elementos que Webber había escrito para el primer episodio de The Giants, así Webber recibió crédito de coguionista en el episodio An Unearthly Child en la documentación interna de la BBC. Coburn, sin embargo, hizo varios cambios de su puño y letra al guion, el más notable el que la máquina del tiempo del Doctor debía tener por fuera la forma de cabina de policía, lo que se convirtió en uno de los principales iconos del programa. Coburn tuvo la idea cuando, paseando cerca de su oficina, se cruzó con una cabina de policía real. Preocupado por evitar cualquier connotación sexual impropia en el hecho de tener a una joven viajando con un hombre mayor, Coburn también insistió en que el personaje de Susan Foreman fuera rediseñado como la nieta del Doctor, en lugar de una simple compañera de viaje.
El serial en su conjunto originalmente iba a ser dirigido por Rex Tucker, pero cuando se apartó de la serie, recibió la tarea el joven director Waris Hussein, que había estado involucrado en Doctor Who desde el principio. Algunos de los insertos pre-filmados del serial, rodados en los Estudios Ealing a principios de octubre, fueron dirigidos por el asistente de producción de Hussein, Douglas Camfield. La música ambiental fue obra de Norman Kay. El diseñador escénico del serial fue Peter Brachacki, que creó el conocido diseño interior de la TARDIS, pero después del primer episodio se marchó, ya que no le gustaba trabajar en el programa, y fue sustituido por Barry Newbery.
A diferencia de la mayoría de los episodios de Doctor Who, el Doctor está en la TARDIS con más de un acompañante. El erudito John R. Cook refleja que la presencia de los dos profesores es una reminiscencia del objetivo educativo original de Doctor Who. New Scientist reflejó en 1982 que el serial se ambientó en la Edad de Piedra porque la intención original del programa era "traer a la vida la historia de la Tierra".
La primera versión del primer episodio se rodó en los Lime Grove Studios en la tarde del 27 de septiembre de 1963 tras una semana de ensayos. La segunda intentona se rodó el 18 de octubre, y los tres siguientes se rodaron a partir de entonces semanalmente, el 25 de octubre, el 1 y el 8 de noviembre. Como la mayoría de la televisión británica de la época, los episodios se grababan principalmente en cinta de video como si fuera televisión en directo, con poco espacio para repetir tomas o hacer pausas en la grabación. Esto dejó espacio a que hubiera muchos errores evidentes en el programa, pero lograba a cambio que los programas se rodaran extremadamente rápido.

### Episodio piloto
El primer episodio de An Unearthly Child se grabó originalmente un mes antes de que empezara la grabación regular de la serie. Sin embargo, la grabación inicial se vio llena de problemas técnicos y errores cometidos durante la interpretación. Un problema particularmente grave sucedió con las puertas de la sala de control de la TARDIS que no se cerraban correctamente, y en su lugar se abrían y cerraban aleatoriamente en la primera parte de la escena. Se grabaron dos versiones de la escena de la TARDIS, junto con una primera intentona abortada de comenzar la segunda versión.
Sydney Newman, tras ver el episodio, se encontró con Verity Lambert y el director Waris Hussein e indicó los muchos fallos que encontró en el piloto, y ordenó que se montara otra vez. Esto provocó que la fecha de estreno planeada se retrasara al 16 de noviembre de 1963. Este episodio inicial es conocido como el "episodio piloto", aunque no se rodó con esa intención, ya que la práctica de producir episodios pilotos no existía en Gran Bretaña en los sesenta.
En las semanas entre las dos grabaciones, se hicieron cambios de vestuario, efectos, interpretaciones y el guion (que originalmente presentaba un Doctor más maligno y amenazador y Susan haciendo cosas extrañas como lanzar gotas de tinta en un papel). Entre otros cambios que se grabaron en la versión final se incluye la supresión de un sonido de un trueno en la sintonía, el cambio del vestido de Susan a otro más de chica de colegio que el original que la hacía parecer más alienígena y sensual, el cambio del vestuario del Doctor de un traje contemporáneo con corbata a su abrigo eduardiano tradicional, se eliminó una referencia de que el Doctor y Susan venían del siglo IL siendo cambiada por la referencia más aséptica de que venían "de otro tiempo y otro mundo", se reparó la puerta de la TARDIS para que se cerrara como es debido, y se refinó el efecto de sonido de la TARDIS.
El episodio piloto no se emitió hasta el 26 de agosto de 1991, cuando la BBC emitió una versión que incluía la primera mitad de la grabación montada con una de las dos segundas mitades completadas. Al final, la versión elegida era en la que las puertas de la TARDIS no se cerraban. Otros errores incluían a Carole Ann Ford trabándose en una línea de diálogo, Jacqueline Hill pillada en una puerta, una cámara golpeándose y moviéndose en una de las secuencias del solar, y William Russell tirando sin querer al suelo un maniquí en el mismo solar. Poco antes, en junio de 1991, una versión con la primera mitad montada con la otra toma de la segunda mitad se publicó en una colección en VHS, The Hartnell Years. Más tarde, la versión completa (incluyendo las dos tomas) se publicó remasterizada en VHS, junto con The Edge of Destruction. En 2006, la colección de DVD Doctor Who: The Beginning contenía dos versiones del episodio: una grabación de estudio sin editar incluyendo todas las tomas de la segunda parte del programa, y una nueva versión del piloto que usaba las mejores tomas de la grabación original, con edición adicional y ajustes digitales para eliminar líneas mal dichas, problemas técnicos y reducir el ruido del estudio. Como los otros episodios de este serial, las dos versiones del "piloto" fueron remasterizadas para el lanzamiento en DVD usando tencología VidFIRE que simulaba la apariencia original de video de la producción de 1963.

### Títulos alternativos
Como solía pasar en los primeros años de la serie, no aparecía en pantalla ningún título principal para el serial, y cada episodio tenía su propio título. El equipo de producción usaba en la época de emisión el título 100.000 BC. Sin embargo, por la ausencia de ese título en pantalla común para los cuatro episodios del serial, se han usado varios títulos de referencia, unos creados por la oficina de producción de la BBC, y otros inventados por los fanes.
Por orden cronológico, los títulos que ha tenido esta historia incluyen:
- The Tribe of Gum (La tribu de Gum): Un título provisional que se utilizó hasta el principio de la grabación. Sobrevivió en algunos documentos derivados de los primeros papeleos, como las facturas de las ventas internacionales, y volvió a utilizarse una vez más a finales de los setenta y en los ochenta, sobre todo cuando Titan Books publicó la novelización del serial.
- 100 000 BC (100 000 a. C.): El primer uso conocido es un lanzamiento publicitario de cuando se estaba grabando la historia, y volvió a usarse en posteriores publicidades.
- The Paleolithic Age (La edad del Paleolítico): Utilizado por la productora Verity Lambert en una carta a un espectador a finales de 1964.
- The Stone Age (La Edad de Piedra): Utilizada en la lista biográfica de la publicación de una historia posterior a finales de 1965.
- An Unearthly Child (y similares): El título del primer episodio, utilizado para el especial del décimo aniversario de Radio Times en 1973 y después en la edición de 1976 de The Making of Doctor Who, utilizándose comercialmente de forma masiva después, incluyendo novelizaciones, y ediciones en VHS y DVD del serial.

Muchos documentos no tienen ningún título en absoluto (mientras que historias posteriores lo tienen más claro), incluyendo la lista de BBC Enterprises de 1974 A Quick Guide to Doctor Who, que fue la fuente principal de referencia de títulos para los primeros trabajos de los fanes.
Qué título debería usarse es un tema que ha generado una gran controversia entre los fanes de la serie. Los investigadores como David J. How opinan que ya que 100.000 BC fue utilizado por el equipo de producción en el momento de la emisión, es el título más preciso. Sin embargo, la BBC tiende a titular la historia como An Unearthly Child, de esta forma, este se ha convertido en el título de uso más cotidiano para esta historia en los últimos años.
Los cuatro episodios del serial son, respectivamente, An Unearthly Child, The Cave of Skulls, The Forest of Fear y The Firemaker. Junto con el acrónimo original de la TARDIS de Coburn y partes de sus guiones, el copyright de esos títulos pertenece a la fundación de Coburn.